# أوجي دوغي ودادي دوغي
أوجي دوغي ودادي دوغي (بالإنجليزية: Augie Doggie and Doggie Daddy)‏ هو مسلسل رسوم متحركة من إنتاج هانا-باربيرا هما شخصيتان كرتونيتان ظهرا لأول مرة في برنامج ذا كويك دراو ماكجرو شو وظهرا في فقرة خاصة بهما. كانت الفقرات تدور حول مغامرات الأب والابن من نوع الداشهند (كلب صغير طويل الجسم). كان دادي دوغي (الذي أداوته الصوتية دوغ يونغ بلهجة بروكلين، مستوحاة من تقليد جيمي دورانت) يحاول أن يبذل أفضل ما لديه في تربية ابنه أوجي المفعم بالحيوية (الذي أداوته الصوتية داوس بتلر).

## الحبكة
كانت الفقرات تدور حول مغامرات الأب والابن من نوع الداشهند. كان دادي دوغي (الذي أداوته الصوتية دوغ يونغ) يحاول أن يبذل أفضل ما لديه في تربية ابنه أوجي (الذي أداوته الصوتية داوس بتلر) المفعم بالحيوية. كان أوجي يحب والده ويطلق عليه في كثير من الأحيان اسم "أبي العزيز". وكان تقديرهما المتبادل يتضمن أن يقوم دادي دوغي بتوبيخ لطيف قائلاً: "أوجي، يا بني، يا بني" عندما كان يخيب أمل والده؛ وعندما يقول أو يفعل ابنه شيئًا يبعث على الفخر، كان دادي دوغي يلتفت إلى الجمهور ويقول مبتسمًا: "ده هو ولدي اللي قال ده!"
كانت الفقرات والشخصيات مشابهة لرسوم سبايك وتايك التي أنتجها ويليام هانا وجوزيف باربيرا خلال مسيرتهما في الرسوم المتحركة السينمائية في استوديوهات مترو غولدوين ماير في فترة الأربعينيات والخمسينيات.

## روابط خارجية
- أوجي دوغي ودادي دوغي على موقع IMDb (الإنجليزية)
- أوجي دوغي ودادي دوغي على موقع ميوزك برينز (الإنجليزية)
- أوجي دوغي ودادي دوغي على موقع قاعدة بيانات الفيلم (الإنجليزية)